# فیروزه کاشانی ثابت
فیروزه کاشانی ثابت (انگلیسی: Firoozeh Kashani-Sabet؛ زادهٔ ۱۹۶۷ (۵۷–۵۸ سال)) مورخ آمریکایی-ایرانی است. در حال حاضر، او به عنوان استاد تاریخ در کرسی والتر اچ. آننبرگ در دانشگاه پنسیلوانیا فعالیت می‌کند. تحقیقات او بر اختلافات مرزی، تاریخ مناطق مرزی، جنسیت و سیاست‌های هویتی در خاورمیانه متمرکز است.

## سال‌های نخست زندگی و تحصیلات
کاشانی ثابت که در تهران ایران متولد و بزرگ شده است، در مدرسه اجتماعی در تهران تحصیل کرد. در طول جنگ ایران و عراق، کاشانی ثابت به پاریس، فرانسه نقل مکان کرد و تقریباً یک سال قبل از مهاجرت به ایالات متحده در آنجا زندگی کرد.

## فعالیت حرفه‌ای
او با بورسیه تحصیلی مورهد به دانشگاه کارولینای شمالی در چپل هیل رفت و در سال ۱۹۸۹ فارغ‌التحصیل شد. متعاقباً، در مقطع کارشناسی ارشد تاریخ در دانشگاه ییل تحصیل کرد. کاشانی ثابت پس از اخذ مدرک دکترای خود از دانشگاه ییل، در سال ۱۹۹۹ به عضویت هیئت علمی دانشگاه پنسیلوانیا درآمد. اندکی پس از آن، او کتاب «افسانه‌های مرزی: شکل‌دهی به ملت ایران، ۱۸۰۴-۱۹۴۶» را منتشر کرد که اهمیت اختلافات ارضی و مرزی را در ارتباط با هویت و شکل‌گیری ملت تحلیل می‌کرد. در سال ۲۰۰۶، او به عنوان مدیر مرکز خاورمیانه در دانشگاه پنسیلوانیا منصوب شد. کاشانی ثابت رمانی به نام «خیابان شهادت» منتشر کرد که بر زندگی در ایران و آمریکا در طول انقلاب و پس از جنگ ایران و عراق تمرکز داشت. سال بعد، او کتاب «بارور کردن شهروندان: زنان و سیاست مادری در ایران» را با انتشارات دانشگاه آکسفورد منتشر کرد. این کتاب که برنده جایزه کتاب مجله مطالعات زنان خاورمیانه در سال ۲۰۱۲ شد، بر تاریخ سلامت باروری و سیاست مادری در ایران و چگونگی تأثیر این مضامین بر سیاست تمرکز داشت. سال بعد، کاشانی ثابت به عنوان استاد تاریخ در دانشکده هنر و علوم، به عنوان استاد تاریخ رابرت آی. ویلیامز منصوب شد.
در سال ۲۰۱۴، کاشانی ثابت و بث اس. ونگر به طور مشترک کتاب «جنسیت در یهودیت و اسلام: زندگی مشترک، میراث غیر مشترک» را ویرایش کردند و سال بعد، در سال ۲۰۱۵، او بورسیه‌ای در موسسه مطالعات پیشرفته در پرینستون دریافت کرد. سال بعد، او به عنوان استاد تاریخ والتر اچ. آننبرگ منصوب شد.

## آثار
- Frontier Fictions: Shaping the Iranian Nation, 1804-1946، منتشرشده در سال ۲۰۰۰، شابک ۹۷۸۰۶۹۱۰۰۴۹۷۶[۱۱]، ترجمه با عنوان "افسانه‌های مرزی (۱۸۰۴ تا ۱۹۴۶)" از "کامران کلانکی"[۱۲]
- Martyrdom Street، منتشرشده در سال ۲۰۱۰، ناشر: Syracuse University Press[۱۳]
- Conceiving Citizens: Women and the Politics of Motherhood in Iran، منتشرشده در سال ۲۰۱۵، انتشارات دانشگاه آکسفورد.[۱۴][۱۵]
- Heroes to Hostages: America and Iran, 1800–1988، منتشرشده در اوت ۲۰۲۳، انتشارات دانشگاه کمبریج، شابک: ۹۷۸۱۰۰۹۳۲۲۱۱۹[۱۶]

## یادکردها
- بهاره صفائیان و توران طولابی (پژوهشگران تاریخ دانشگاه لرستان) به نقش کاشانی ثابت در تاریخ‌نگاری روزنامه‌نگاری زنان ایرانی اشاره کرده‌اند: "در میان پژوهش‌های غیرفارسی بی‌شک فیروزه کاشانی ثابت جایگاه چشم‌گیری دارد".[۱۷]
- یاسمین رستم‌کلائی (استاد تاریخ دانشگاه ایالتی کالیفرنیا) درباره سهم او در مطالعات تاریخ زنان نوشته‌است: "کاشانی‌ثابت سهم قابل توجهی در مطالعات جنسیت و تمایلات جنسی خاورمیانه دارد و پتانسیل غنی برای مطالعات تطبیقی در سایر زمینه‌ها فراهم می‌کند."[۶]